# Carlo Concina
Carlo Concina (Confienza, 1900 – Confienza, 28 settembre 1968) è stato un compositore, direttore d'orchestra e paroliere italiano. È entrato nella storia della musica leggera italiana in quanto autore di alcuni evergreen come Vola colomba (con cui ha vinto il Festival di Sanremo 1952) e Sciummo.

## Biografia
Dopo il diploma in pianoforte, a partire dagli anni venti si dedica alla composizione di canzoni; sposatosi con una novarese, ha modo di collaborare con un noto editore musicale di questa città, Gino Panagini. In questo periodo scrive le prime canzoni, in alcuni casi anche inneggianti al regime fascista (come Squadristi, a noi!), mentre il primo successo lo ottiene nel 1937 con Carillon d'amore, incisa dal Trio Lescano, per cui scrive anche Come rose e Don Pasquà'.
Nel dopoguerra ottiene un grande successo nel 1950 con la canzone Ho comprato la caccavella, incisa da Roberto Murolo, Aurelio Fierro e Nino Taranto, brano con alcuni doppi sensi nel testo e nel 1952 con Sciummo, che si classifica al quarto posto al Festival di Napoli 1952, interpretata da Achille Togliani e Sergio Bruni. Sciummo diventerà un successo mondiale nella versione in inglese, The River con il testo di Robert Mellin; in seguito Peppino di Capri la inciderà in inglese nel 1970 nel 45 giri Barbara/The River e in lingua originale nell'album Napoli ieri - Napoli oggi, mentre Mina la incide su 45 giri nel 1961 e nel 1962 la include nel suo album Moliendo café e nel 1993 in una versione dal vivo e in medley con altri brani in Signori... Mina! vol. 2; nel 1974 Rosanna Fratello la incide nel suo album Canti e canzoni dei nostri cortili.
Nel 1952 riscuote un buon successo con un'altra canzone in napoletano, Malincunia, su testo di Nisa, mentre ritorna al Festival di Napoli 1955 con Napule sotto e n'coppa, con il testo dello scrittore Giuseppe Marotta e presentata da Eva Nova e Carla Boni.
Partecipa al Festival di Sanremo 1952 con Vola colomba, interpretata da Nilla Pizzi, che si classifica al primo posto ed ottiene uno straordinario successo, anche all'estero, in particolare in Germania ma soprattutto con la traduzione in spagnolo Vuela paloma.
Torna nuovamente al Festival nel 1953 con Campanaro che, interpretato dalla Pizzi e da Teddy Reno, si classifica al secondo posto; nel 1955 partecipa con Sentiero, presentato da Bruno Pallesi e Jula de Palma, anch'esso qualificatosi al secondo posto; nel 1957 propone Usignolo, interpretato  da Claudio Villa e Giorgio Consolini, giunto ancora una volta al secondo posto; nel Festival del 1958 la coppia Villa e Consolini presentano la sua Campana di Santa Lucia, che si classifica al quarto posto; nel 1962 la sua canzone Vita è presentata da Narciso Parigi e Giorgio Consolini e viene poi incisa anche da Milva nel suo secondo album, Milva canta per voi.
Nel 1955 scrive per Domenico Modugno la musica di Lu sceccu lagnosu, con testo in siciliano di Vincenzo D'Acquisto, mentre nel 1959 è autore della musica di Gondola, su testo di Emilio De Sanzuane e di Zucate 'lluvicciullo, che Gino Latilla presenta al Festival di Zurigo, manifestazione a cui ritorna nel 1961 con Burattino, interpretata da Tonina Torrielli.
Muore nel 1968. In SIAE sono depositate a suo nome centosettantasette canzoni.

## Canzoni scritte da Carlo Concina
| Anno | Titolo                     | Autori del testo                                    | Autori della musica | Interpreti ed incisioni                                              |
| ---- | -------------------------- | --------------------------------------------------- | ------------------- | -------------------------------------------------------------------- |
| 1949 | Rosso di sera              | Tito Manlio                                         | Carlo Concina       | Luciano Tajoli                                                       |
| 1950 | Ho comprato la caccavella  | Carlo Concina                                       | Carlo Concina       | Roberto Murolo, Aurelio Fierro e Nino Taranto                        |
| 1952 | Vola colomba               | Bixio Cherubini                                     | Carlo Concina       | Nilla Pizzi                                                          |
| 1952 | Sciummo                    | Enzo Bonagura                                       | Carlo Concina       | Achille Togliani e Sergio Bruni                                      |
| 1953 | Campanaro                  | Bixio Cherubini                                     | Carlo Concina       | Nilla Pizzi e Doppio Quintetto Vocale - Teddy Reno e Quartetto Stars |
| 1954 | Focu vivo                  | Vincenzo D'Acquisto                                 | Carlo Concina       | Grazia Gresi                                                         |
| 1954 | Marieta...monta in gondola | Bixio Cherubini                                     | Carlo Concina       | Carla Boni e Gino Latilla                                            |
| 1954 | Voga e va...               | Bixio Cherubini                                     | Carlo Concina       | Nilla Pizzi                                                          |
| 1955 | Lu sceccu lagnosu          | Vincenzo D'Acquisto                                 | Carlo Concina       | Domenico Modugno                                                     |
| 1955 | Napule sotto e n'coppa     | Giuseppe Marotta                                    | Carlo Concina       | Eva Nova e Carla Boni                                                |
| 1957 | Usignolo                   | Augusto Martelli e Catellani                        | Carlo Concina       | Claudio Villa e Giorgio Consolini                                    |
| 1958 | Campana di Santa Lucia     | Bixio Cherubini                                     | Carlo Concina       | Claudio Villa e Giorgio Consolini                                    |
| 1958 | La trifola                 | Bixio Cherubini                                     | Carlo Concina       | Fred Buscaglione                                                     |
| 1958 | Jerusalem                  | Bixio Cherubini                                     | Carlo Concina       | Nilla Pizzi                                                          |
| 1958 | I pulcini                  | Nino Rastelli                                       | Carlo Concina       | Nilla Pizzi                                                          |
| 1961 | Burattino                  | Nino Rastelli                                       | Carlo Concina       | Tonina Torrielli                                                     |
| 1962 | Se vai tu ci vengo anch'io | Nino Rastelli                                       | Carlo Concina       | Quartetto Cetra                                                      |
| 1977 | Gondola                    | Emilio De Sanzuane e Giovanni Marangoni (paroliere) | Carlo Concina       | Sergio Pedrali                                                       |